# キッキングコンペティション
キッキングコンペティションは、ラグビーのトーナメント戦において、所定競技時間+延長戦で決着がつかない場合に行われる試合方式である。

## 仕組み
- 延長戦（ラグビーワールドカップ2015においては、20分（10分ハーフ）のエキストラタイム（延長戦）→さらに10分間1セット流しのサドンデス（再延長戦）が採用されている。なおジャパンラグビートップリーグでは「プレシーズンリーグ」の決勝トーナメント、およびリーグ戦プレーオフではエキストラタイムを省略し、サドンデスから入るようになっている）を行って同点であった場合、ゴールキック（プレイスキック）の試技によるキッキングコンペティションを実施する。
- 選手とマッチオフィシャル（公式記録員）は試合会場にそのままのこり、レフェリーは両チームのキャプテンをセンターサークルに呼び寄せてコイントスを行い、そのトスの勝者が先に試技を行うチームを決める。
- 試技にはサドンデス終了時にフィールドプレーヤーとして試合に残っていた者のみが参加できるが、誤解を避ける観点から、怪我などを含む入れ替えによって退いた選手、並びにシンビン（一時退出者）を含む退場を命じられた選手は試技に参加することができない。
- 試技は最初に5人が参加できるため、その5人の選手と試技順をあらかじめレフェリーに申請しなければならない。
- 出場選手と、マッチオフィシャルはハーフウェーラインに集まり、かつ試技者以外はキックコンペティションに使われない競技区域のハーフウェーラインの後ろにいなければならない
- 試技は、(a) 最初の選手は22mライン上にあるゴールポストの正面→ (b) 2番手はゴールポストの左側の15mライン上→ (c) 3番手はゴールポストの右側の15mライン上→ (d) 4番手以後は改めて左記 (a)→... の順番で試技を行う。レフェリーは先に試技を行う選手を最初のキック位置に呼び出して、試技を開始させる。プレーヤーが試技を行った時点で、レフェリーは後攻めのチームから最初の試技者を呼び出して、同じエリアで試技を行わせる。
- 5人目までの試技で同点となった場合は、6人目以後の試技はサドンデス形式でどちらか一方のチームが得点を上回るまで繰り返す。